# Clifton (Grande Manchester)
Clifton è un quartiere di Salford nella contea della Grande Manchester, in Inghilterra.